# Blei(II)-thiocyanat
Blei(II)-thiocyanat (veraltet Bleirhodanid) ist eine anorganische chemische Verbindung des Bleis aus der Gruppe der Thiocyanate, der Salze der Thiocyansäure (Rhodanwasserstoffsäure).

## Gewinnung
Bleithiocyanat wird aus einer Reaktion von Blei(II)-acetat mit Kaliumthiocyanat oder Ammoniumthiocyanat gewonnen.
Reaktion mit Kaliumthiocyanat:
{\displaystyle \mathrm {Pb(CH_{3}COO)_{2}\ +\ 2\ KSCN\rightarrow Pb(SCN)_{2}\downarrow \ +\ 2\ K(CH_{3}COO)} }

## Verwendung
Bleithiocyanat wurde früher zur Bestimmung der Rhodanzahl (RhZ, eine der Fettkennzahlen) verwendet.